# Арно де Торож
Арно де Торож (фр. Arnaud de Toroge) је био каталонски витез и девети велики мајстор витезова темплара од 1180. па до своје смрти 1184.

## Лични живот
О његовом животу нема пуно доступних података, тачан датум и година рођења нису познати али се зна да је био веома стар када је постао мајстор реда, имао је више од седамдесет година и јако пуно искуства у функционисању реда.

## Војничка каријера
Као витез он је био укључен у борбе против Мавра заједно са Реконкистима које су за циљ имале да протерају ове исламске Арапе са Пиринејског полуострва, ужа област његовог деловања се углавном односила на територију Арагона. Попут његовог претходника Одоа де Сан Амана, Арно де Торож је на место великог мајстора дошао као човек чији центар моћи није био у Светој земљи већ ван ње али то није значило да он не познаје политичке прилике у крсташким државама.

## Конфликт са Хоспиталцима
Током владавине Арноа де Торожа сукоб измећу Темплара и витезова Хоспиталаца достигао је свој врхунац. У времену у којем су се муслимани удруживали у заједничкој борби против крсташа то је било неприхватљиво и у преговорима измећу два реда посредовали су Балдуин IV од Јерусалима и Папа Луције III што је утицало на смањење тензија. Торож је у овим преговорима показао велику дипломатску вештину коју је користио и током каснијих преговора са Саладином након напада од стране (фр. Renaud de Châtillon) вођених источно од реке Јордан.

## Пут у Европу и смрт
Током 1184. Торож је у пратњи патријарха Јерусалимског (фр. Héraclius d'Auvergne) и великог мајстора витезова Хоспиталаца (фр. Roger de Moulins) кренуо у Европу. Циљ путовања било је прикупљање помоћи за Јерусалимску краљевину. Планирали су да посете Италију, Француску и Енглеску али се он на том путу разболео и умро у Верони 30. септембра 1184. На месту великог мајстора наследио га је Жерар де Ридфор.